# Liste der denkmalgeschützten Objekte in Draženov
Grundlage dieser Liste der denkmalgeschützten Objekte in Draženov ist die ÚSKP-Liste (Ústřední seznam kulturních památek České republiky, deutsch Zentrale Liste der Kulturdenkmäler der Tschechischen Republik), die von der tschechischen Denkmalschutzbehörde NPÚ (Národní památkový ústav, deutsch Nationale Denkmalbehörde) seit 1987 geführt wird und an die seit dem Jahr 1850 geschaffenen Listen anschließt.

## Denkmalgeschützte Objekte nach Ortsteilen

### Draženov
| Lage                                                                      | Objekt                                         | Beschreibung                         | ÚSKP-Nr.                  | Bild           |
| ------------------------------------------------------------------------- | ---------------------------------------------- | ------------------------------------ | ------------------------- | -------------- |
| Draženov Nummer 5 und 6, am Dorfplatz, nördlicher Ortsteil (Standort)     | Bauernhof                                      | Bauernhof mit Umgrenzung und Ställen | 46136/4-2059 Info Katalog | weitere Bilder |
| Draženov, westlich der Ortsmitte (Standort)                               | Gefallenendenkmal                              |                                      | 36959/4-2064 Info Katalog | weitere Bilder |
| Draženov Nummer 8, am Dorfplatz, nördlicher Ortsteil (Standort)           | Bauernhof                                      |                                      | 32931/4-2060 Info Katalog | weitere Bilder |
| Draženov, Dorfplatz, nördlicher Ortsteil (Standort)                       | Kapelle                                        |                                      | 17088/4-2062 Info Katalog | weitere Bilder |
| Draženov Nummer 127 und 128, am Dorfplatz, nördlicher Ortsteil (Standort) | Landhaus mit Speicher, chodisches Gemeindehaus |                                      | 22394/4-2061 Info Katalog | weitere Bilder |